# Pedro Juan Viladrich
Pedro Juan Viladrich Bataller (Lérida, 21 de octubre de 1944) es un canonista español. Catedrático Emérito de Derecho Canónico y Eclesiástico del Estado. Está considerado uno de los principales renovadores de la ciencia del Derecho Canónico.

## Biografía
Discípulo de Pedro Lombardía y Javier Hervada.  Viladrich elaboró los principios sobre libertad religiosa que aparecieron reflejados en la Constitución española de 1978.
Vicepresidente del Grupo Intereconomía (2005). Ha sido catedrático en la Universidad Complutense de Madrid, Oviedo y Navarra. Fue profesor ordinario de Derecho Matrimonial en la Universidad de Navarra, y fundador y primer director del Instituto de Ciencias para la Familia. También ha sido profesor honorario de la Universidad de Piura (Perú), y profesor de la Pontificia Universidad de la Santa Cruz (Roma).
Miembro del Consejo de Redacción de las revistas Persona y Derecho, Ius Canonicum y colaborador de la revista del Pontificio Instituto Juan Pablo II.

## Premios y distinciones
- Doctor honoris causa por la Universidad de Piura (30 de agosto de 2019).[9][10]
- Socio de Honor de la Sociedad Latino-Mediterránea de Psiquiatría.[11]